# Desiree Ortiz
Desiree Ortiz (sinh ngày 28 tháng 12 năm 1982) là nhà báo và người mẫu truyền hình người Venezuela.
Cô xuất hiện trên nhiều chiến dịch quảng cáo và quảng cáo truyền hình ở Venezuela.

## Đầu đời
Desiree sinh ra tại Caracas.
Năm 17 tuổi, cô bắt đầu học ngành giao tiếp xã hội tại trường Đại học Santa María (Caracas), một trường đại học tư ở Venezuela. Năm 21 tuổi, cô rời quê hương để theo đuổi cơ hội làm việc ở nước ngoài.
Cô sống và làm việc rất nhiều nơi, bao gồm Tây Ban Nha, México, Costa Rica, Colombia, Argentina và cuối cùng định cư tại Hoa Kỳ. Năm 2006, cô là dẫn chương trình SKY Latin America về FIFA World Cup 2006. Hình ảnh của cô được quảng bá trên toàn khu vực.
Cô làm tiếp viên cho Fashion TV ở Bogotá, Colombia, bao gồm lễ hội âm nhạc Mar del Plata ở Argentina trên đài On DirecTV, Thể thao Azteca Mexico, Univision's Control, Liên hoan phim Cannes và Lễ trao giải thưởng The Fox Sports.
Desiree là nhân vật đại diện cho các chiến dịch quảng cáo của Miu Miu, 7 Up, Telefónica Movistar, Ferrero Rocher, EFE Ice Cream, Fiz, Mulco, Colgate, nhà tạo mẫu tóc Armandeus. Desiree hiện là người dẫn chương trình Latin Angel Special, một chương trình truyền hình làm đẹp, ẩm thực và du lịch.

## Giải thưởng
Cô nhận được một số giải thưởng báo chí, bao gồm Giải thưởng "Nhà báo trẻ năng lực nhất" của Premios Fox năm 2008. Cô cũng được Hội đồng Giải trí và Ghi hình Phim vinh danh là "Người mẫu của năm" năm 2006.